# Odette Annable

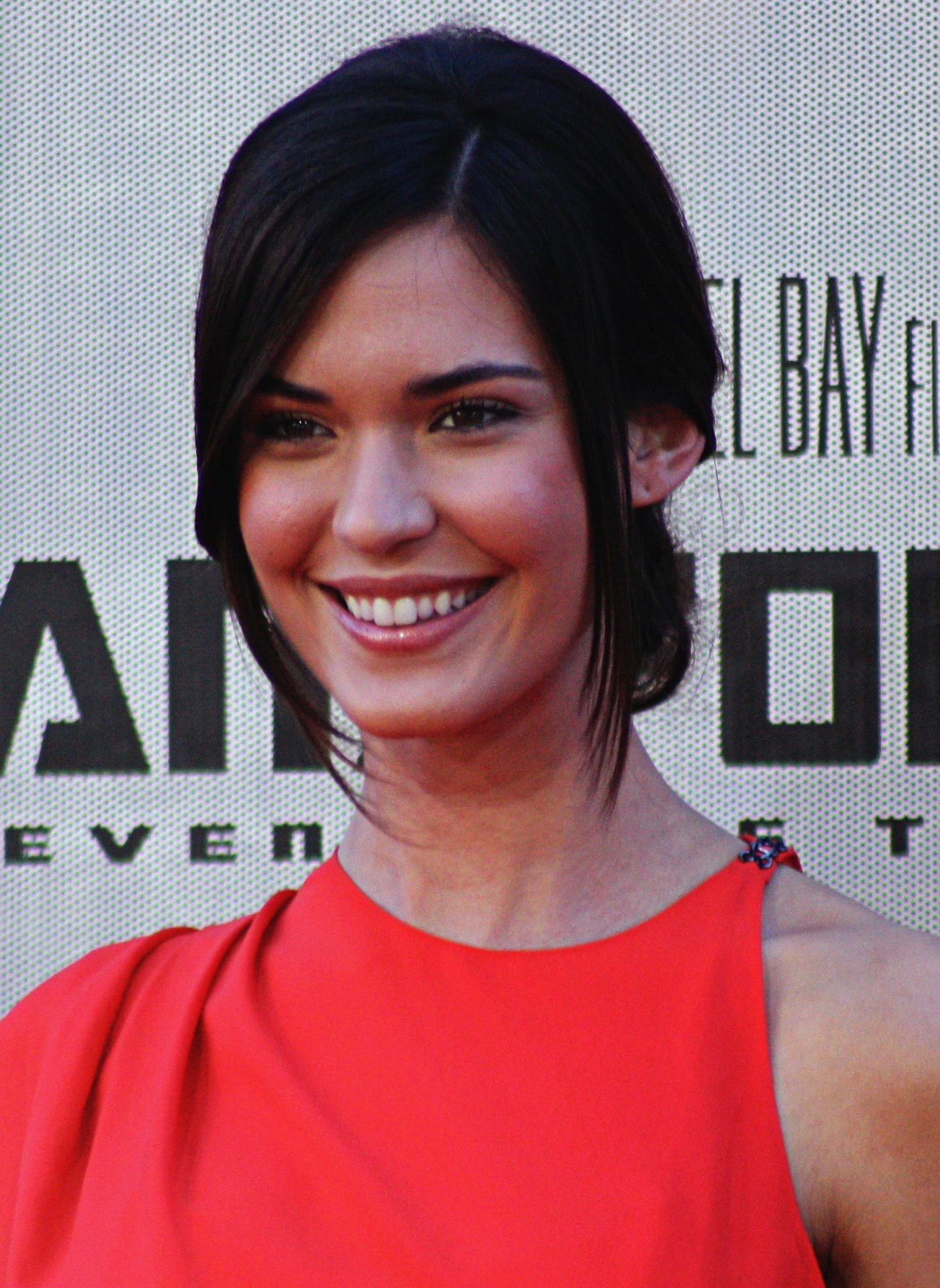
Odette Yustman (2009)

Odette Juliette Annable, z domu Yustman (ur. 10 maja 1985 w Los Angeles) – amerykańska aktorka.

## Życiorys
Odette Juliette Yustman urodziła się w Los Angeles jako córka Kubanki Lydii oraz Victora Yustmana, mającego włosko-francuskie korzenie. Biegle włada językiem hiszpańskim.
Ukończyła Woodcrest Christian High School w Riverside, następnie zamierzała studiować finanse na Loyola Marymount University, ostatecznie jednak zdecydowała się kontynuować karierę aktorską.
Karierę w filmie rozpoczęła w wieku pięciu lat, wcielając się w Rosę w Gliniarzu w przedszkolu (1990). W kolejnych latach pojawiała się, zazwyczaj w pomniejszych rolach, w filmach i serialach telewizyjnych. W 2007 roku wystąpiła w wyprodukowanym przez telewizję Lifetime filmie Zrujnowane życie, niedługo później zagrała pierwszoplanową rolę kobiecą w Projekcie „Monster” J.J. Abramsa. W styczniu 2008 roku magazyn „Variety” doniósł, że Yustman zagra główną rolę w zapowiedzianym na 2009 rok Nienarodzonym. Film jeszcze przed premierą zdobył rozgłos przede wszystkim ze względu na międzynarodowy plakat, na którym widać było pośladki aktorki.
W 2011 roku wcieliła się w Melanie Garcię w produkowanej przez Fox Broadcasting Company komedii Breaking In. Chociaż pierwotnie serial został anulowany po siedmiu odcinkach, Fox ostatecznie zdecydował się nakręcić kolejnych trzynaście.
W październiku 2011 roku pojawiła się w ósmej serii serialu Dr House, wcielając się w doktor Jessicę Adams, jednego z nowych członków zespołu diagnostycznego Gregory’ego House’a.
Wystąpiła również w teledysku grupy Weezer do utworu „(If You’re Wondering If I Want You To) I Want You To”.
Była zaręczona z aktorem Trevorem Wrightem. 10 października 2010 roku wyszła za aktora Dave’a Annable’a.

## Filmografia

### Filmy
- 1990: Gliniarz w przedszkolu (Kindergarten Cop) jako Rosa
- 1996: Najlepszy kumpel Pana Boga (Dear God) jako Angela
- 1996: Zatrzymane chwile (Remembrance) jako Charlotte
- 2006: Holiday (The Holiday) jako całująca się dziewczyna
- 2007: Zrujnowane życie (Reckless Behavior: Caught on Tape) jako Emma Norman
- 2007: Historia Deveya Coksa (Walk Hard: The Devey Cox Story) jako dziewczyna ze skrętem
- 2007: Transformers jako socjalistka
- 2008: Projekt: Monster (Cloverfield) jako Beth McIntyre
- 2009: Nienarodzony jako Casey Beldon
- 2010: Seksterapia (Group Sex, film DVD) jako Vanessa
- 2010: To znowu ty (You Again) jako Joanna
- 2010: I zapadła ciemność (And Soon the Darkness) jako Ellie
- 2010: Operation: Endgame jako Temperance
- 2011: Druga twarz (The Double) jako Natalie Geary
- 2013: Westside (film TV) jako Sophie Nance
- 2018: The Truth About Lies jako Rachel Stone
- 2018: No Sleep 'Til Christmas (film TV) jako Lizzie Hinnel
- 2019: Adam & Eve (film TV) jako Eve
- 2020: Thirtysomething(else) (film TV) jako Janey Steadman

### Seriale
- 2004: Pięcioraczki (Quintuplets) jako Kelly Helberg (gościnnie)
- 2006: Detektyw Monk (Monk) jako Courtney (gościnnie)
- 2006: South Beach jako Arielle Casta
- 2007–2008: Powrót na October Road (October Road.) jako Aubrey
- 2008: Life on Mars jako Adrienne (gościnnie)
- 2010–2011: Bracia i siostry (Brothers & Sisters) jako Annie
- 2011–2012: Dr House (House, M.D.) jako doktor Jessica Adams
- 2011–2012: Breaking In jako Melanie Garcia
- 2013–2015: Banshee jako Nola Longshadow
- 2014: Dwóch i pół jako Nicole
- 2014: Rush jako Sarah Peterson
- 2015: Astronaut Wives Club jako Trudy Cooper
- 2015: Prawomocny (The Grinder) jako Devin Stutz
- 2016–2017: Czysty geniusz (Pure Genius) jako dr Zoe Brockett
- 2017–2020: Supergirl jako Samantha Arias / Reign
- 2019–2020: Opowiedz mi bajkę jako Maddie Pruitt
- 2021–2024: Walker jako Geri Broussard

### Role głosowe
- 2008: Fallout 3 jako Amata Almodovar
- 2010: Cziłała z Beverly Hills 2 (Beverly Hills Chihuahua) jako Chloe
- 2012: Cziłała z Beverly Hills 3 jako Chloe